# Jean-Joël Perrier-Doumbé
Pour les articles homonymes, voir Perrier et Doumbé.
Jean-Joël Perrier-Doumbé, né le 27 septembre 1978 à Paris (France), est un footballeur Camerounais. Ce défenseur international A camerounais fait 1,80 m pour 74 kg.

## Biographie
On raconte à Auxerre que le jeune Jean-Joël, déterminé à gagner sa place en équipe 1 dès sa première année en Bourgogne, escaladait les grillages du stade pour bénéficier de ses installations (sa salle de musculation plus exactement) et ainsi s'entraîner la nuit.[réf. nécessaire]
Prêté par le Stade rennais au Celtic de Glasgow en janvier 2007, il joue d'abord en équipe réserve, avant d'intégrer l'équipe première à la suite de plusieurs blessures de titulaires.
Il marque l'unique but de sa carrière professionnelle en finale de la Coupe d'Écosse remportée face à Dunfermline Athletic (1-0).
En octobre 2007, avec Glasgow, il se rompt le tendon d'Achille lors d'un match de Ligue des champions contre le Milan AC, ce qui le contraint à un arrêt de cinq à six mois.
En 2009, après deux semaines de mise à l'essai, il signe un contrat de 2 ans avec le Toulouse FC. Il n'aura que très peu joué avec l'équipe première, quelques portions de match en tout, Alain Casanova ne lui ayant jamais fait confiance. Il quitte logiquement le club en juin 2011 à la fin de son contrat. Âgé de 33 ans, il ne trouve pas de club professionnel et est au chômage. Il reste proche de ses anciens coéquipiers, puisqu'en octobre 2015, il devient responsable du recrutement du centre de formation.

## Carrière
- 1999-2004 : AJ Auxerre  France
- 2004-janvier 2007 : Stade rennais  France
- Janvier 2007-2009 : Celtic Glasgow  Écosse
- Octobre 2009-2011 : Toulouse FC  France[2]

## Palmarès
- Vainqueur de la Coupe de France en 2003 avec Auxerre
- Finaliste de la Coupe des confédérations en 2003 avec le Cameroun
- Finaliste du Trophée des champions en 2003 avec Auxerre
- Vainqueur de la Coupe d'Écosse en 2007 avec le Celtic FC